# 鶴居村営軌道

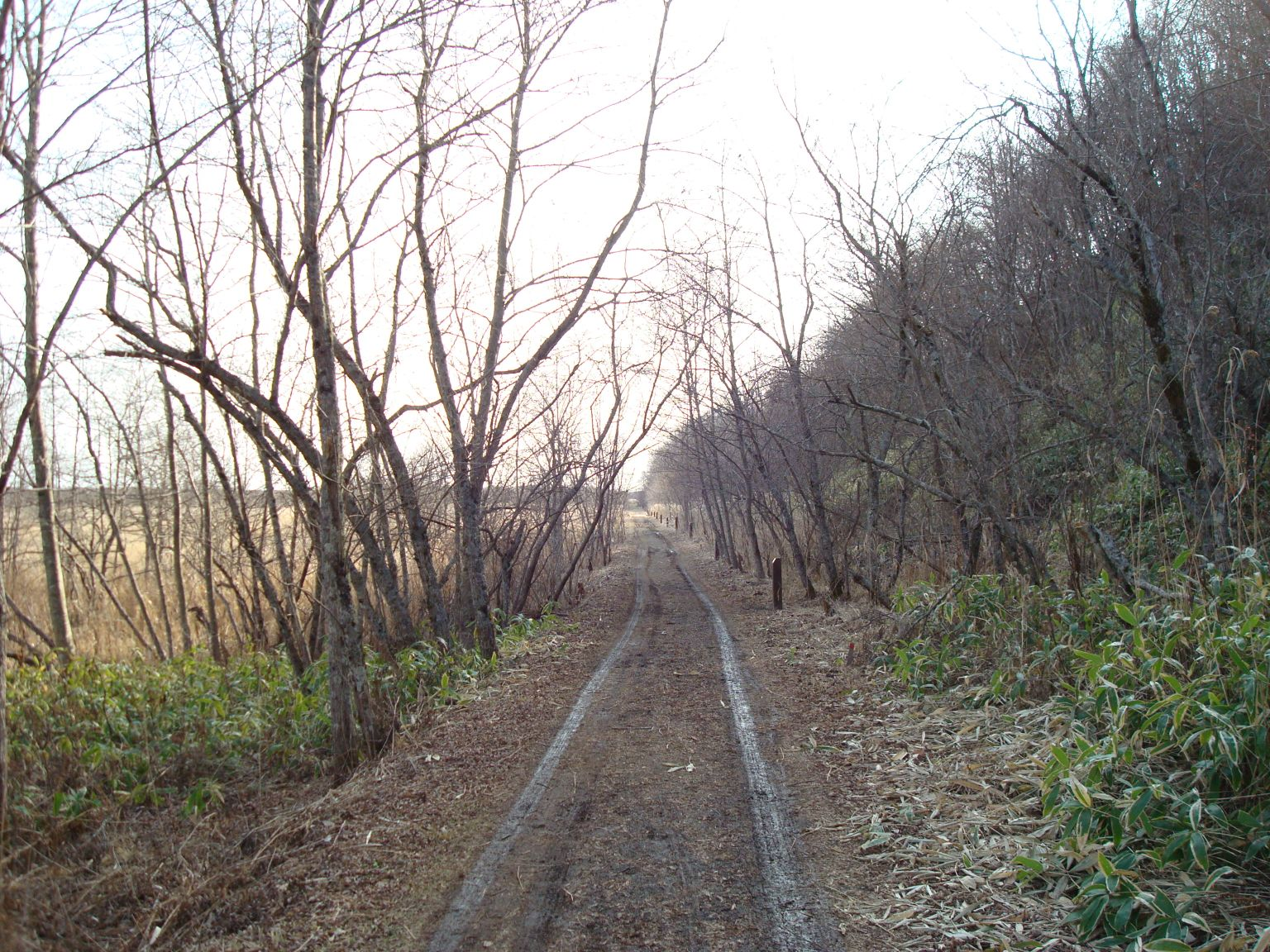
釧路湿原脇の軌道敷は遊歩道になっている（2007年）

鶴居村営軌道（つるいそんえいきどう）は、かつて北海道釧路市と鶴居村にあった簡易軌道。
鶴居村では1921年（大正10年）から開拓団体の移住が開始されていたが、主に関東大震災の救済を目的とした内務省北海道庁による許可移民事業の指定入植が1924年（大正13年）から始まると、交通機関の整備が急務となった。
このため北海道庁は、輸送手段として殖民軌道の敷設を決定すると、根室本線新富士駅から分岐する路線を着工し、1927年（昭和2年）に開業した。当初は馬力でトロッコをけん引する荷物専用軌道だった。しかし、距離が長大なこともあり、バスを改造した木炭ガス動力の気動車が導入された。
戦後は、旅客以外にも牛乳の出荷に使われたり、道路未整備のため郵便の輸送も行っていた。1950年代後半からは輸送量増加に対応するため、自走客車やディーゼル機関車を導入した。しかし、沿線の道路整備が進み、路線バスも走るようになったため、1968年（昭和43年）に全線を廃止した。
なお、鶴居村では2021年度から村営軌道の記録を残すための取り組みを開始した。

## 路線データ
路線延長が最長だった時のデータを示す。
- 路線距離：
  - 雪裡線：新富士 - 中雪裡間 28.8 km
  - 幌呂線：下幌呂 - 新幌呂間 19.3 km
- 軌間：762 mm

## 沿革
- 1926年（大正15年）6月：雪裡線着工
- 1927年（昭和2年）：雪裡線開業[2][3]
- 1941年（昭和16年）9月：木炭ガス内燃動車導入
- 1943年（昭和18年）12月：幌呂線・上幌呂 - 新幌呂開業
- 1953年（昭和28年）：北海道開発局による軌道改良工事
- 1954年（昭和29年）：運行主体が雪裡線運行組合から鶴居村に移管、鶴居村営軌道となる
- 1956年（昭和31年）：自走客車導入[5]
- 1967年（昭和42年）：新富士 - 温根内廃止
- 1968年（昭和43年）：全線廃止[2]

## 駅一覧
中雪裡線
新富士 - 鳥取 - 昭和地区 - 鶴野 - 温根内 - 坂の上 - 南4線 - 下幌呂 - 北6線 - 北8線 - 北11線 - 中雪裡
幌呂線
下幌呂 - ブロック工場入口 - 製粉場前 - 中幌呂 - 茂幌呂入口 - 支幌呂 - 旧駅逓 - 上幌呂 - 新幌呂下 - 新幌呂

## 保存車両
自走客車（泰和車輌1964年製）・8tディーゼル機関車（泰和車輌1960年製）
鶴居村ふるさと情報館「みなくる」（鶴居東5丁目）で静態保存。長く村立鶴居小学校隣接の旧郷土資料館に露天の状態で置かれていたが、2014年に退職者などの意見をもとに塗色変更・整備を行い、「みなくる」敷地内に設けた上屋付きの保存場所に移転した。「みなくる」館内にも村営軌道の歴史を紹介する展示パネルが整備されている。
釧路新富士郵便局にて2017年（平成29年）2月10日から使用開始となった風景印の図柄に鶴居村営軌道の自走客車が描かれている。
6tディーゼル機関車（運輸工業1959年製）
オホーツク管内の紋別郡遠軽町が運営する「丸瀬布森林公園いこいの森」で運行（動態保存）。地元の旧森林鉄道路盤を転用するなどして1980年に供用開始した全長約2 kmの園内軌道において、2列車運行を行うイベント時などで雨宮21号蒸気機関車とともに列車牽引に使用している。村営軌道廃止後、新宮商行釧路防腐工場（釧路市）が構内軌道用として使用し、1989年に故障廃車後、1995年に丸瀬布町（当時）が購入し、札幌交通機械で再整備したもの。

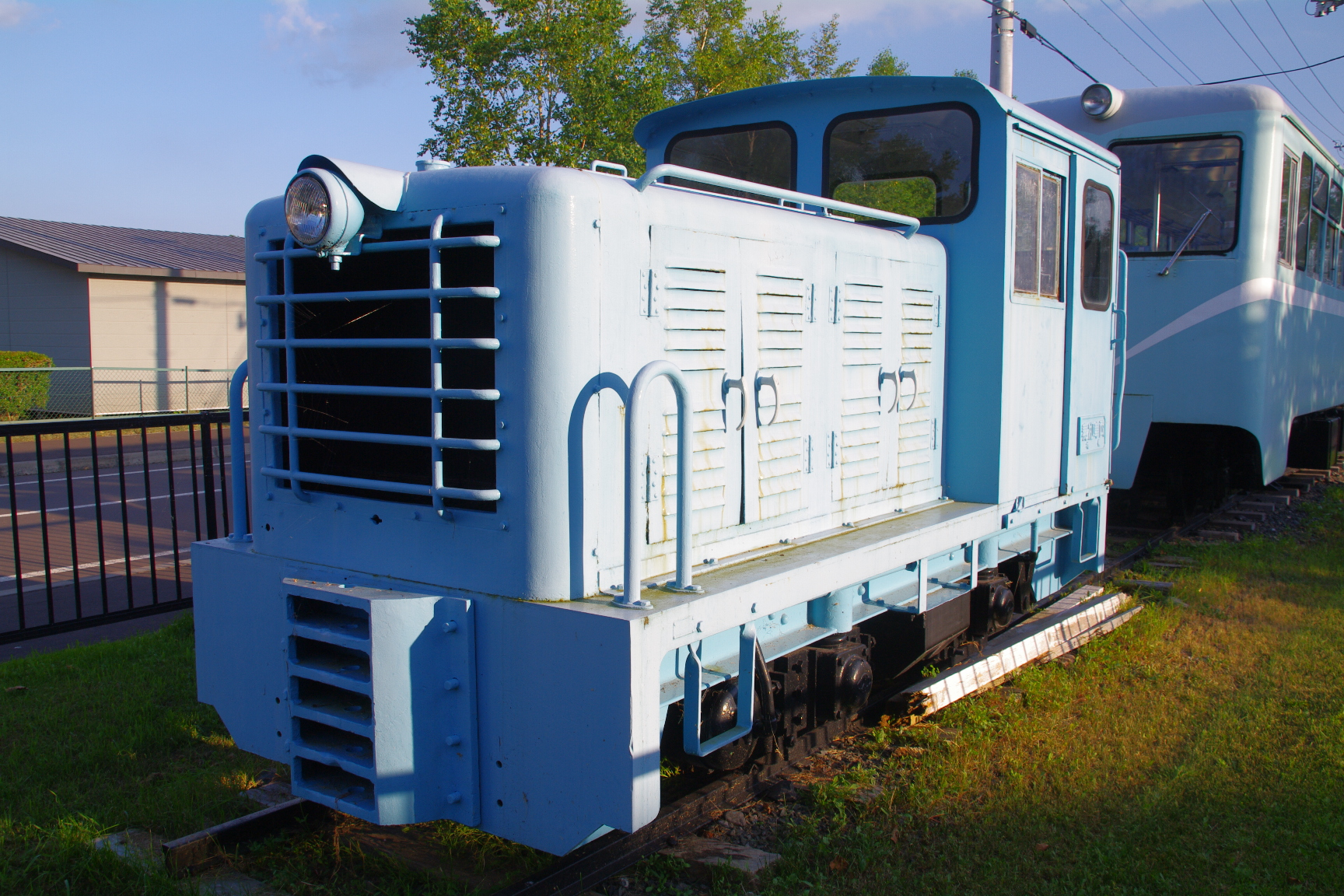
8tディーゼル機関車（2009年）
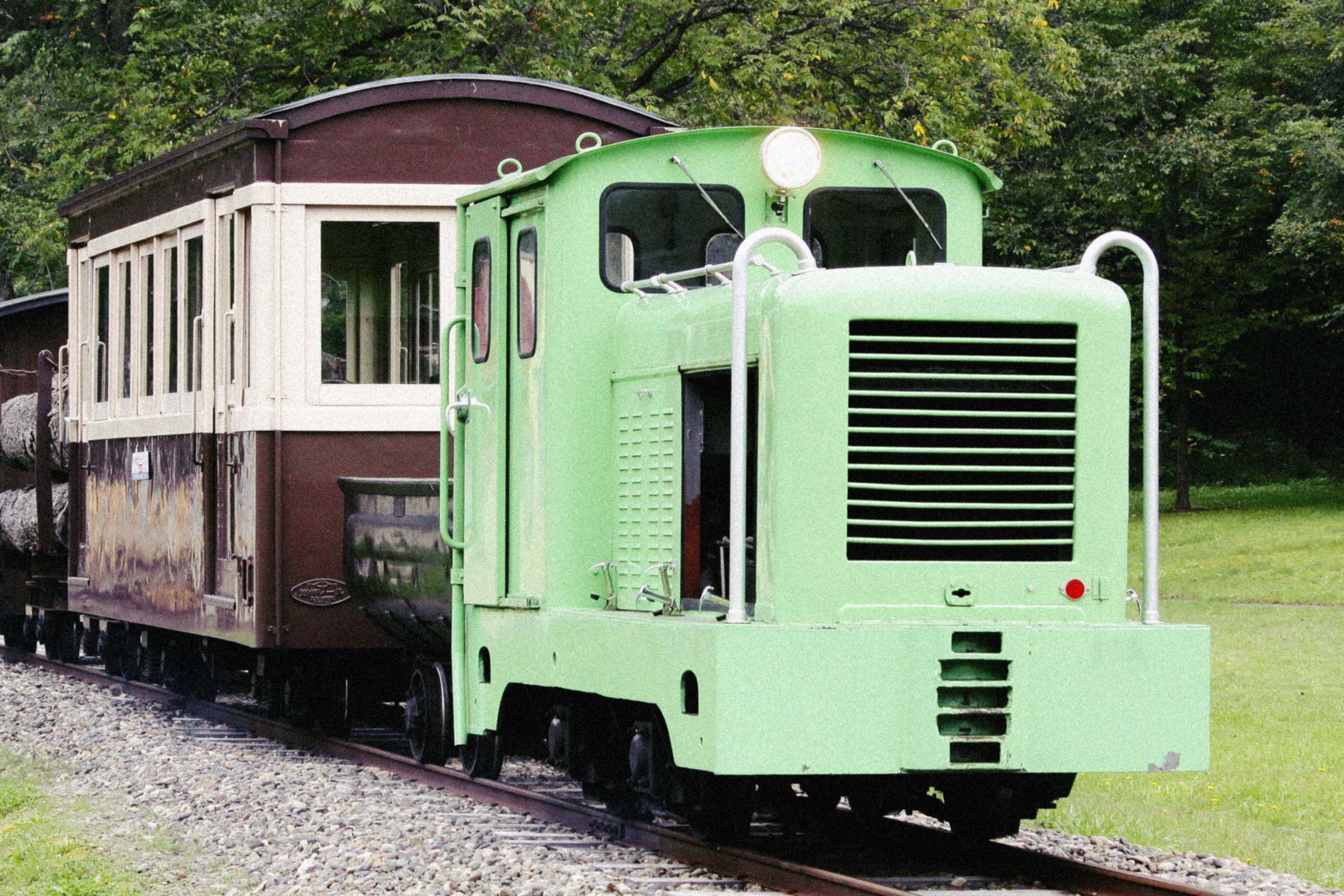
丸瀬布森林公園いこいの森で使用されている6tディーゼル機関車（2014年）